# Maria Theresia von Österreich-Este (1817–1886)

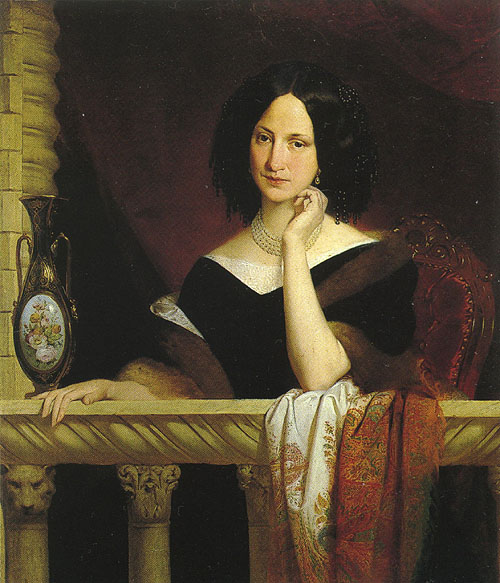
Adeodato Malatesta – Maria Theresia von Österreich-Este, Gräfin von Chambord, Museo Civico del Risorgimento, Modena

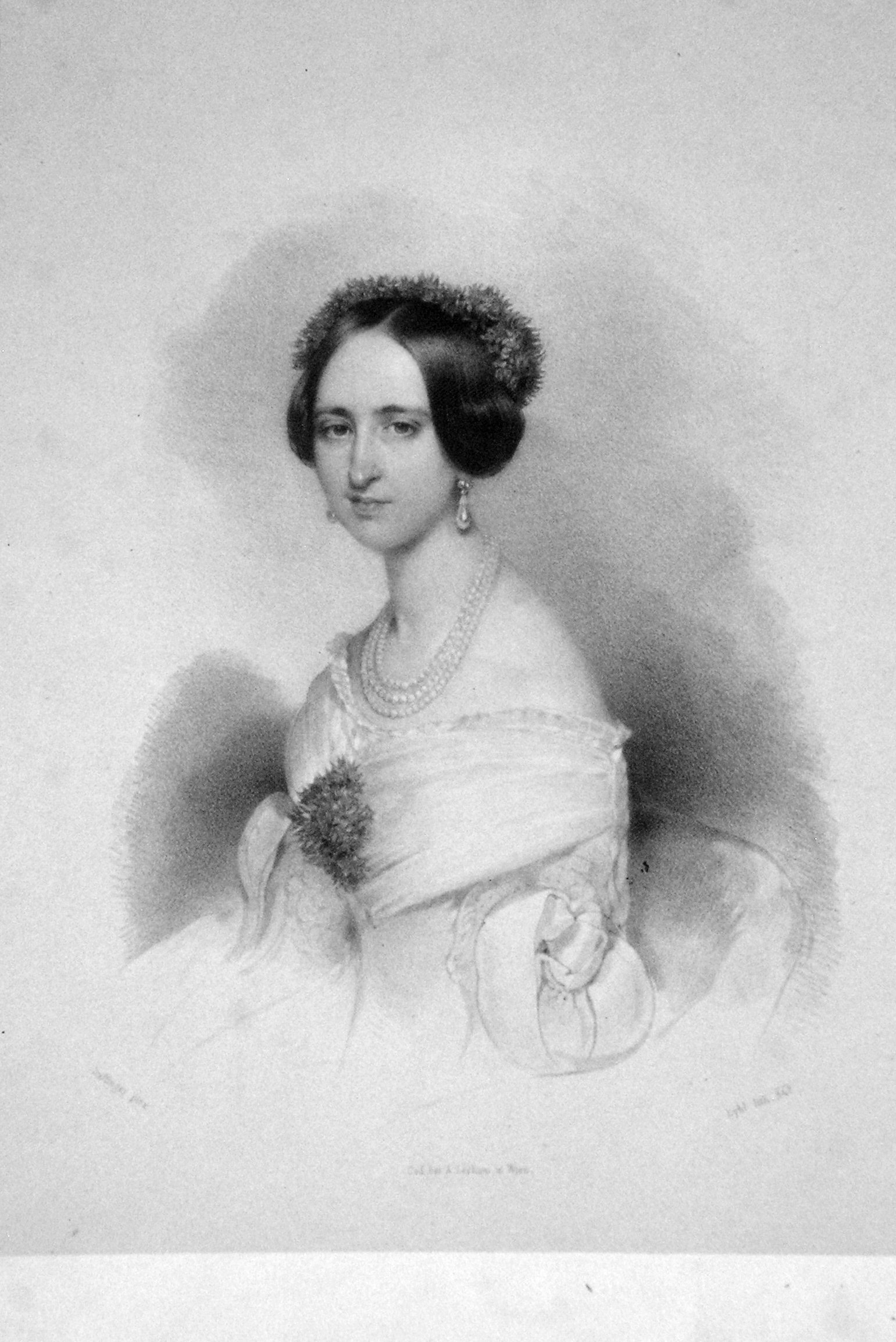
Maria Theresia von Österreich-Este, Lithographie von Franz Eybl nach Moritz Daffinger, 1845

Maria Theresia Beatrice Gaëtane von Österreich-Este (* 14. Juli 1817 in Modena; † 25. März 1886 in Görz) war eine Erzherzogin von Österreich-Este und Prinzessin von Modena sowie durch Heirat Herzogin von Bordeaux und Gräfin von Chambord.

## Leben
Maria Theresia war die älteste Tochter des Herzogs Franz IV. von Modena (1779–1846) aus dessen Ehe mit Maria Beatrix (1792–1840), Tochter des Königs Viktor Emanuel I. von Sardinien.
Sie heiratete am 16. November 1846 in Bruck an der Mur den Bourbonen Henri d’Artois (1820–1883), der ein Enkel des französischen Königs Karl X. war und nach dessen Abdankung 1830 von den Legitimisten als „Heinrich V.“ zum König von Frankreich ausgerufen worden war. Er hatte jedoch Frankreich verlassen und führte die Titel eines Herzogs von Bordeaux und Grafen von Chambord, wobei er letzteren favorisierte. Das Paar lebte zeitlebens im Exil auf Schloss Frohsdorf bei Wien oder in Venedig. Die Winter verbrachte es oft in Görz. Im Jahr 1871 verzichtete das Paar offiziell auf eine Restitution der französischen Monarchie.
Maria Theresias Onkel Maximilian Joseph († 1863) setzte sie zu seiner Universalerbin ein. Zum Erbe zählten, neben 1,7 Millionen Gulden, auch die Schlösser Mitterberg und Schloss Puchheim. Letzteres ließ Maria Theresia umbauen und dort eine Mädchenschule einrichten. Ihren Bruder Ferdinand pflegte sie während seiner Typhuserkrankung bis zu seinem Tod.
Maria Theresias Ehe blieb kinderlos und mit dem Tod ihres Mannes 1883 erlosch die bourbonische Hauptlinie. Bereits zu Lebzeiten ihres Gatten hatte sich Maria Theresia kirchlichen und karitativen Tätigkeiten gewidmet und intensivierte ihre diesbezüglichen Aktivitäten nach dem Tod ihres Gemahls. Ihre Witwenzeit verbrachte sie in ihrem Exil, dem Palazzo der Grafen Lantieri in Görz, wo sie auch starb. Sie wurde an der Seite ihres Mannes in der Krypta des Franziskanerklosters Castagnavizza bestattet. Maria Theresia war Trägerin des Sternkreuzordens.